# Malta op het Eurovisiesongfestival 1995
Malta nam deel aan het Eurovisiesongfestival 1995 in Dublin (Ierland). Het was de achtste deelname van het land op het Eurovisiesongfestival. Public Broadcasting Services (PBS) was verantwoordelijk voor de Maltese bijdrage voor de editie van 1995.

## Selectieprocedure
Er werd gekozen om een nationale finale te organiseren en deze vond plaats op 3 en 4 februari 1995. In totaal deden er achttien artiesten mee aan deze finale en de winnaar werd gekozen door een jury van experts.

## In Dublin
In Ierland moest Malta optreden als 22ste, net na Israël en voor Griekenland. Op het einde van de puntentelling bleken ze op een tiende plaats te zijn geëindigd met 76 punten.
Men ontving twee keer het maximum van de punten. Nederland nam niet deel in 1995 en België gaf geen punten aan deze inzending.

### Gekregen punten

#### Finale
| 12 punten                         | 10 punten              | 8 punten | 7 punten                 | 6 punten             |
| --------------------------------- | ---------------------- | -------- | ------------------------ | -------------------- |
| - Bosnië en Herzegovina - Kroatië | - Spanje - Turkije     |          | - Verenigd Koninkrijk    | - Cyprus - Frankrijk |
| 5 punten                          | 4 punten               | 3 punten | 2 punten                 | 1 punt               |
|                                   | - Denemarken - Ierland |          | - Duitsland - Oostenrijk | - Zweden             |

### Punten gegeven door Malta

#### Finale
Punten gegeven in de finale:
| 12 punten | Kroatië     |
| 10 punten | Griekenland |
| 8 punten  | Spanje      |
| 7 punten  | Turkije     |
| 6 punten  | Noorwegen   |
| 5 punten  | Israël      |
| 4 punten  | Cyprus      |
| 3 punten  | Zweden      |
| 2 punten  | Slovenië    |
| 1 punt    | Duitsland   |